# Scindapsus
Scindapsus är ett släkte av kallaväxter. Scindapsus ingår i familjen kallaväxter.

## Bildgalleri

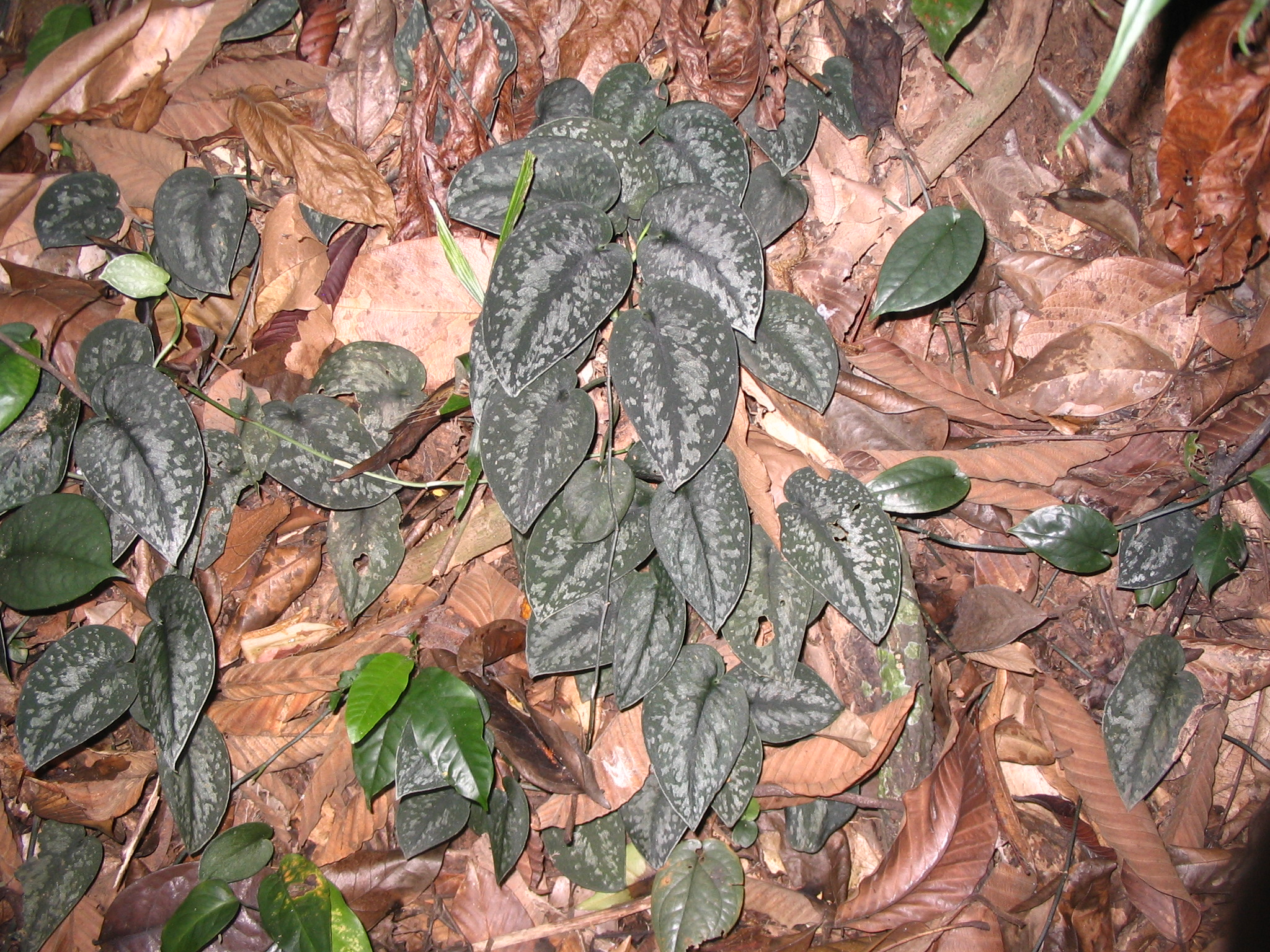
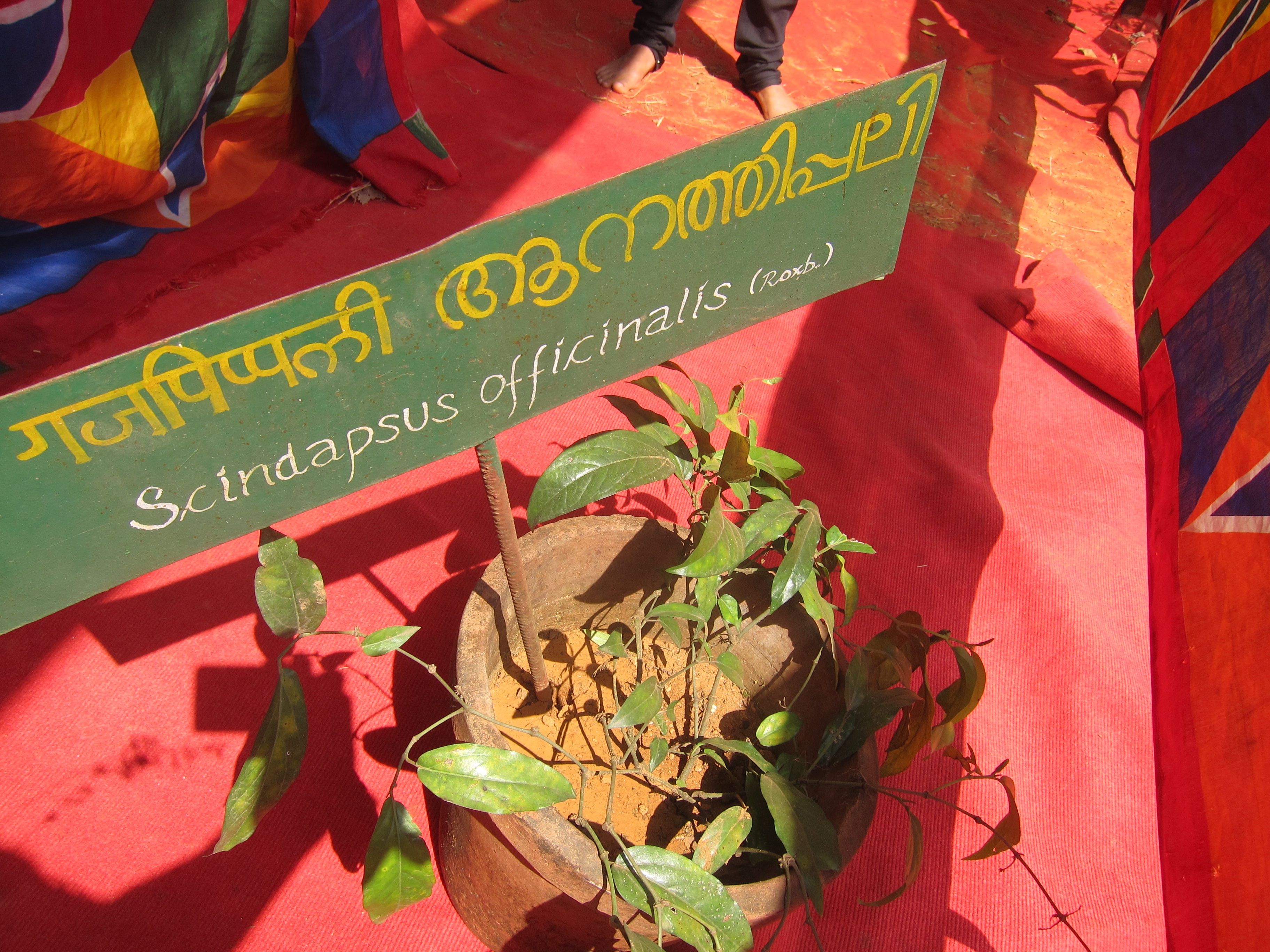

## Dottertaxa tillScindapsus, i alfabetisk ordning[1]
- Scindapsus alpinus
- Scindapsus altissimus
- Scindapsus beccarii
- Scindapsus carolinensis
- Scindapsus coriaceus
- Scindapsus crassipes
- Scindapsus curranii
- Scindapsus cuscuaria
- Scindapsus cuscuarioides
- Scindapsus falcifolius
- Scindapsus geniculatus
- Scindapsus glaucescens
- Scindapsus grandifolius
- Scindapsus hederaceus
- Scindapsus javanicus
- Scindapsus latifolius
- Scindapsus longipes
- Scindapsus longistipitatus
- Scindapsus lucens
- Scindapsus maclurei
- Scindapsus mamilliferus
- Scindapsus marantifolius
- Scindapsus officinalis
- Scindapsus perakensis
- Scindapsus pictus
- Scindapsus roseus
- Scindapsus rupestris
- Scindapsus salomoniensis
- Scindapsus schlechteri
- Scindapsus scortechinii
- Scindapsus splendidus
- Scindapsus subcordatus
- Scindapsus suffruticosus
- Scindapsus sumatranus
- Scindapsus treubii